# 伊齐基尔·阿莱布亚
伊齐基尔·阿莱布亚（英語：Ezekiel Alebua；1947年6月—2022年8月7日），所罗门群岛政治人物，前任所罗门群岛总理。

## 政治生涯
1980年，阿莱布亚首次当选国民议会议员。1986年12月，总理凯尼洛雷亚辞职下台，阿莱布亚当选新一任总理。1989年3月，国民议会换届选举，阿莱布亚领导的联合党在议会选举中大败，并在总理选举中败北。1998年，阿莱布亚退出国民议会，转而当选瓜达尔卡纳尔省议会议员，并当选省长。2022年8月7日，阿莱布亚在瓜达尔卡纳尔省家乡病逝。